# 上官地镇
上官地镇，是中华人民共和国内蒙古自治区赤峰市松山区下辖的一个乡镇级行政单位。

## 行政区划
上官地镇下辖以下地区：
大五十家子村、官地村、白音和硕村、头把伙村、北新井村、塔布乌苏村、碱场村、山咀村、驿马吐村、板地营村、草帽山村、前五家村、后五家村和喇嘛地村。